# Алекс Голігоскі
Алекс Голігоскі (англ. Alex Goligoski; 30 липня 1985, м. Гранд-Рапідс, США) — американський хокеїст, захисник.
Виступав за Міннесотський університет (NCAA), «Вілкс-Барре/Скрентон Пінгвінс» (АХЛ), «Піттсбург Пінгвінс», «Даллас Старс», «Аризона Койотс», «Міннесота Вайлд».
В чемпіонатах НХЛ — 271 матч (37+98), у турнірах Кубка Стенлі — 15 матчів (2+8).
У складі національної збірної США учасник чемпіонату світу 2012 (7 матчів, 1+4). У складі молодіжної збірної США учасник чемпіонату світу 2005.
Досягнення
- Володар Кубка Стенлі (2009).